# Тайлър
Вижте пояснителната страница за други значения на Тайлър.
Тайлър (на английски: Tyler) е град в южната част на Съединените американски щати, административен център на окръг Смит в щата Тексас. Населението му е около 106 000 души (2020).
Разположен е на 165 метра надморска височина в Южните централни равнини, на 56 километра югозападно от Лонгвю и на 150 километра югоизточно от Далас. Селището е основано през 1846 година и е център на земеделска област с активно производство на памук, а от началото на XX век – на рози. Днес в града се намира Тексаския университет в Тайлър и завод на производителя на климатична техника „Трейн“.

## Известни личности
Родени в Тайлър
- Патрик Махоумс (р. 1995), състезател по американски футбол